# Tachikawa Ki-36
Ki-36 —Армейский тактический разведчик/легкий штурмовик, одномоторный моноплан цельнометаллической конструкции.
Разработан под руководством Рэкити Эндо. Первый полёт прототипа состоялся 20 апреля 1938 году.
Принят на вооружение японской армии в 1938 году под наименованием "самолёт непосредственной поддержки армейский" тип "98-Chokkyo".

## История
В мае 1937 года технический отдел штаба японской армейской авиации (Koku Hombu) объявил конкурс на создание двухместного одномоторного самолёта непосредственной поддержки наземных войск. В техническом задании на конкурс было указано, что проектируемый самолёт должен обладать высокими скоростными характеристиками, действовать с передовых необорудованных аэродромов, а также обладать хорошим обзором из кабины и высокой манёвренностью на малых высотах.
В задании на разработку кроме поддержки наземных войск самолёт должен был проводить тактическую разведку обладать функциями лёгкого бомбардировщика и учебного для повышения летной подготовки. Поскольку в это время остальные японские авиастроительные фирмы были загружены военными заказами, контракт на разработку нового самолёта был заключен с фирмой Tachikawa, до этого занимавшейся учебными и спортивными самолётами.
На разработку и постройку первого прототипа потребовалось всего четыре месяца и в апреле 1938 года был совершен первый полёт. Последующие летные испытания показали неплохую управляемость и маневренность. Для оценки взлетно-посадочных характеристик посадка самолёта производилась на песчаный пляж, берег реки, каменистое плато.
По результатам приёмо-сдаточных испытаний было признано, что самолёт пригоден для службы и идеально подходит для использования на линии фронта. При крейсерской скорости 220 км/ч Ki-36 способен держаться до трех часов на высоте 1000-3000 м. При максимальной загрузке топлива продолжительность полёта увеличивалась до шести часов. Устойчивость и управляемость сохранялась до скорости 150 км/ч. Самолёт мог совершить манёвр разворота практически на месте. Отличный обзор из кабины экипажа обеспечивался большой площадью остекления фонаря, смещением кабины вперед и большой стреловидность крыла по передней кромке, не закрывавшей обзор вниз.
Легкость в управлении, маневренность и высокая надежность делали самолёт Tachikawa Ki-36 идеально подходящим для подготовки пилотов на заключительном этапе обучения. Для этих целей был разработана специальная учебная модификация, получившая обозначение Ki-55 и согласно японской системы - "Армейский самолёт повышенной летной подготовки Тип 99".

## Конструкция
Многоцелевой штурмовик Ki-36 - цельнометаллический одномоторный двухместный моноплан с низким расположением крыла классической схемы с неубираемым шасси.
Силовой каркас агрегатов планера и обшивка дюралевые, обшивка рулей направления, высоты и элеронов полотняная.
Крыло низкорасположенное свободнонесущее двухлонжеронное трапециевидное в плане. Состоит из центроплана и двух отъёмных консолей. Стреловидность по передней кромке консолей 13 градусов. Во избежания срыва потока на законцовках крыла установлены щелевые предкрылки. Механизация крыла - элероны.
Фюзеляж полумонокок. В носовой части моторама, на которую крепится двигатель. Кабина экипажа двухместная раздельная с с общим удлиненным фонарем. В деревянном полу кабины стрелка-наблюдателя установлено специальное окно.
Шасси неубираемое трехопорное с хвостовым колесом. Колеса основных стоек, снабженные тормозами, закрывались обтекателями.
Хвостовое оперение классической схемы. Руль направления и рули высоты большой площади.
Силовая установка - поршневой девятицилиндровый безредукторный радиальный двигатель воздушного охлаждения Hitachi Ha-13a номинальной мощностью 450 л.с. Двигатель закрывался капотом. Выхлопные газы выводились через коллекторы расположенные по обеим сторонам капота. Воздушный винт металлический двухлопастный изменяемого шага.
Вооружение. Стрелковое - два пулемёта калибра 7,7 мм, один пулемёт неподвижный устанавливался справа под капотом двигателя и обслуживался лётчиком, второй на подвижной установке в кабине стрелка-наблюдателя. Эффективная дальность стрельбы обоих пулемётов составляла 800 м. Бомбовое вооружение - десять бомб, массой 15 кг каждая, подвешивались по пять под каждое крыло. При атаках лётчиков-камикадзе устанавливалась 250-кг бомба под фюзеляжем.
При использовании самолёта в качестве разведчика камера устанавливалась на полозьях, смещенных к правому борту кабины. При проведении съемки камера сдвигалась к нижнему окну в полу кабины, через которое производилась съемка.
Функции, которые выполняли эти самолёты:
- обучение лётного состава
- тактическая разведка
- корректировка артиллерии
- связь между армейскими подразделениями
- перевозка командного состава
- перевозка важных грузов
-  огневая  поддержка  наземных войск
-  штурмовка переднего края
Ki-55 отличался от Ki-36 отсутствием вооружения, фото и радиооборудования, Во второй кабине устанавливалось стандартное пилотское кресло с набором приборов и второй комплект пилотского оборудования, Не устанавливались обтекатели колес шасси и обзорное окно в полу второй кабины.
В инструкции по эксплуатации самолётов Ki-36/55 не рекомендовалось производить резких движений органами управления.

## Серийное производство
Серийное производство было развернуто на заводе фирмы "Tachikawa" с ноября 1938 года, а с первой половины 1940 года к сборке самолётов подключилась фирма "Kawasaki". Ki-36 выпускался до января 1944 года. За это время было построено 1334 экземпляра, из них 872 на заводе фирмы "Tachikawa" и 472 на заводе фирмы "Kawasaki". Самолет получил новое обозначение согласно японской системы - "Армейский самолёт непосредственной поддержки Тип 98".  Кодовое имя союзников — «Ида» («Ida»).
Ki-55 был запущен в серию параллельно с основной моделью Ki-36 и стал самым массовым учебно-тренировочным самолётом японской армейской авиации. С сентября 1939 по декабрь 1943 года было изготовлено 1389 самолётов Ki-55: 1078 на заводе Tachikawa и 311 на заводе Kawasaki. Практически все армейские летные школы имели в своем составе этот самолёт.

## Боевое применение
Пик активности использования Ki-36 пришелся на войну с Китаем, Филиппинах и военные действия в Юго-Восточной Азии. Во время боев на Халхин-Голе они приняли участие в атаке на советский аэродром Тамсаг. Когда Японии вступила во Вторую Мировую войну самолёты уже считались уставревшими и они начали нести значительные потери от истребителей союзников. Отсутствие бронезащиты, небольшая скорость и легкое вооружение снижали шансы Ki-36 при встрече с истребителями, выручала великолепная маневренность самолёта. В последние дни войны из самолётов Ki-36 и Ki-55 были сформированы отдельные подразделения, с пилотами камикадзе, где подвешивались бомбы 250 и 500 кг.
Кроме японской армейской авиации штурмовики Ki-36 и учебные Ki-55 эксплуатировались в ВВС Таиланда. После окончания войны трофейные самолёты были поделены между воюющими сторонами в Китае и несколько самолётов достались ВВС Индонезии.

## Тактико-технические характеристики
Источник данных: Japanese Aircraft of the Pacific War, The Concise Guide to Axis Aircraft of World War II

Технические характеристики
- Экипаж: 2
- Длина: 8,0 м
- Размах крыла: 11,80 м
- Высота: 3,64 м
- Площадь крыла: 20 м²
- Масса пустого: 1 247 кг (1 292 кг) здесь и далее в скобках указаны данные для Ki-55
- Максимальная взлётная масса: 1 660 кг (1 721 кг)
- Силовая установка: 1 × воздушного охлаждения, 9-цилиндровый Hitachi Ha-13a ( Армейский тип 98 модель 9 )
- Мощность двигателей: 1 × * взлётная 510
- полётная 470

Лётные характеристики
- Максимальная скорость: 285 км/ч (349 км/ч)
- Крейсерская скорость: 220 км/ч (235 км/ч)
- Практическая дальность: 1 235 км (1 060 км)
- Практический потолок: 8 150 м (8200 м)
- Нагрузка на крыло: 83 кг/м²

Вооружение
- Стрелково-пушечное: 1 x 7,7-мм пулемёт тип 89 (синхронный), также в задней части кабины - 7,7-мм Те-4 или 7,92-мм Тип 98
- Бомбы: до 150 кг

Схемы окраски:
наиболее распространенным  "hairyokushoku" - пепельно-зеленый цвет.

## Эксплуатанты

Учебный Ki-36 в музее Королевских ВВС Таиланда.

Япония
- ВВС Императорской армии Японии

 Сиам (ныне Таиланд)
- Королевские ВВС Сиама: Полученные в 1942 году 24 самолёта эксплуатировались под обозначением B.F6	до 1950 года.

 Китай
- Военно-воздушные силы Китайской Народной Республики после войны использовали 2 трофейных самолёта в качестве учебных до их списания в начале 1950-х гг.

 Индонезия
- Лётный департамент Армии народной безопасности